# ناوگاسیون سرویکوس آئرئوس کناریا
ناوگاسیون سرویکوس آئرئوس کناریا (به انگلیسی: Navegacion y Servicios Aéreos Canarios) یک شرکت هواپیمایی با کد یاتا ZN است که در ۱۹۶۹ میلادی تأسیس شده‌است. دفتر مرکزی ناوگاسیون سرویکوس آئرئوس کناریا در لاس پالماس، اسپانیا واقع شده‌است و قطب این شرکت هواپیمایی در فرودگاه گرن کناریا قرار دارد.